# Daley Hills
Daley Hills är en kulle i Antarktis. Den ligger i Östantarktis. Nya Zeeland gör anspråk på området. Toppen på Daley Hills är 1 047 meter över havet, eller 113 meter över den omgivande terrängen. Bredden vid basen är 4,1 km.
Terrängen runt Daley Hills är kuperad åt nordväst, men åt sydost är den platt. Trakten är obefolkad. Det finns inga samhällen i närheten.